# Мусони (Онтарио)
Мусони (енгл. Moosonee) је градићV у Канади у покрајини Онтарио. Према резултатима пописа 2011. у граду је живело 1.725 становника.

## Становништво
Према резултатима пописа становништва из 2011. у граду је живело 1.725 становника, што је за 14,0% мање у односу на попис из 2006. када је регистровано 2.006 житеља.
| 2006. | 2011. |
| ----- | ----- |
| 2.006 | 1.725 |